# 오주상
오주상(1977년 11월 20일~)은 한화 이글스에서 뛰었던 전 야구 선수다. 공주고등학교를 졸업했다. 1999년 한화에서 1군에 데뷔했지만 그 시즌 2경기 3타수 무안타를 기록하고 은퇴했다.

## 같이 보기
- 1999년 한화 이글스 시즌